# 446 (tal)
446 är det naturliga talet som följer 445 och som följs av 447.

## Inom vetenskapen
- 446 Aeternitas, en asteroid.

## Inom matematiken
- 446 är ett jämnt tal.
- 446 är ett glatt tal
- 446 är ett semiprimtal.